# لیگ آزادگان
لیگ آزادگان یا لیگ دسته یک (به انگلیسی: Azadegan League)، یک لیگ فوتبال است که در ایران برگزار می‌شود.
این لیگ، دومین سطح باشگاهی سیستم فوتبال ایران است که سطح بالاتر آن لیگ برتر فوتبال ایران و پایین‌تر آن لیگ دسته دوم فوتبال ایران است. این لیگ ۱۸ تیم دارد و در ۳۴ هفته برگزار می‌شود.

## پیشینه

### قبل از سال ۱۹۷۰
قبل از دهه ۱۹۷۰، ایران لیگ ملی رسمی فوتبال نداشت. اکثر باشگاه‌ها در مسابقات قهرمانی شهر یا استان خود شرکت می‌کردند. در سال ۱۹۷۰، لیگ محلی ایجاد شد. این لیگ شامل تیم‌هایی از سراسر ایران در مسابقات انتخابی مختلف بود. در سال ۱۹۷۲، جام تخت جمشید به عنوان لیگ ملی تأسیس شد و تیم‌هایی از سراسر کشور را در بر می‌گرفت.

### بعد از سال ۱۹۷۹
نخستین لیگ فوتبال ملی ایران پس از انقلاب اسلامی ایران، در سال ۱۹۸۹ با نام جام قدس بنیان‌گذاری شد و قهرمان نخستین دوره آن تیم استقلال تهران بود. در سال ۱۹۹۱ لیگ فوتبال ایران به دلیل سیاست‌های نامگذاری تازه دولتی، به افتخار سربازان جنگ ایران و عراق به نام لیگ آزادگان تغییر کرد.
شمار تیم‌ها در هر فصل، دچار دگرگونی‌هایی بوده است.

## جام حذفی
تمامی تیم‌های حاضر در لیگ آزادگان در رقابت‌های جام حذفی فوتبال ایران شرکت می‌کنند و در صورتی که هر یک از تیم‌های لیگ آزادگان، قهرمان جام حذفی شود به صورت مستقیم به لیگ قهرمانان آسیا راه خواهد یافت. از سال ۲۰۰۱ تاکنون هیچ تیمی از لیگ آزادگان به مقام قهرمانی جام حذفی دست نیافته است و تنها سه تیم گسترش فولاد تبریز و خونه به خونه بابل و داماش گیلان به بازی پایانی جام حذفی راه یافته‌اند

## روش برگزاری
لیگ آزادگان در یک گروه ۱۸ تیمی در ۳۴ هفته برگزار می‌شود. تیم‌های نخست و دوم گروه، مستقیم به لیگ برتر خلیج فارس راه می‌یابند و تیم‌های شانزدهم، هفدهم و هجدهم به لیگ دسته دوم فوتبال ایران سقوط خواهند کرد.

## فصل کنونی (۰۵–۱۴۰۴)

### تیم‌های حاضر
فصل با حضور ۱۳ تیم از لیگ آزادگان ۰۴–۱۴۰۳ و ۲  تیم سقوط کرده از لیگ برتر فوتبال ایران ۰۴–۱۴۰۳(هوادار و نساجی) همچنین ۳ تیم جدید صعود کرده از لیگ دسته دوم فوتبال ایران ۰۴-۱۴۰۳ (فرد البرز قهرمان لیگ دو و شناورسازی  نایب قهرمان لیگ دو و نود ارومیه برنده پلی اف لیگ دو) برگزار می‌شود.
| صعود از لیگ دسته دوم فوتبال ایران ۰۴-۱۴۰۳                                                                     | سقوط از لیگ برتر فوتبال ایران ۰۴–۱۴۰۳                                                                               |
| --- | --- |
| تیم‌های جدید                                                                                                   | |
| فرد البرز (برای اولین بار در تاریخ خود صعود کرد) شناور سازی (پس از سه فصل به لیگ آزادگان صعود کرد) نود ارومیه | هوادار(سقوط پس از چهار فصل حضور در لیگ برتر) نساجی(پس از ۷ فصل حضور در لیگ برتر سقوط کرد)                           |
| سقوط به لیگ دسته دوم فوتبال ایران ۰۵-۱۴۰۴                                                                     | صعود به لیگ برتر فوتبال ایران ۰۵–۱۴۰۴                                                                               |
| تیم‌های فصل پیش                                                                                                | |
| شهرداری آستارا شهر راز نفت مسجد سلیمان                                                                        | فجر سپاسی(پس از سه فصل حضور در لیگ یک به لیگ برتر صعود کرد) پیکان(پس از یک فصل حضور در لیگ یک به لیگ برتر صعود کرد) |

| نام تیم             | سرمربی          | نام تیم       | سرمربی           |
| ------------------- | --------------- | ------------- | ---------------- |
| آریو اسلامشهر       | وحید بیاتلو     | بعثت کرمانشاه | فرشید استحقاری   |
| پالایش نفت بندرعباس | عبدالله ویسی    | پارس جنوبی جم | مهدی رجب‌زاده     |
| داماش گیلان         | علی نظرمحمدی    | سایپا         | ابراهیم صادقی    |
| شناور سازی          | رضا مرتضی‌زاده   | شهرداری نوشهر | رضا ربیعی        |
| صنعت نفت            | فراز کمالوند    | فرد البرز     | فرید صفایی‌فرد    |
| مس شهر بابک         | محمود فکری      | مس سنگون      | علی اصغر کلانتری |
| مس کرمان            | فرزاد حسین‌خانی  | نساجی         | محمدرضا مهاجری   |
| نفت و گاز گچساران   | عبدالصمد مرفاوی | نود ارومیه    | رضا مرادی        |
| نیرو زمینی          | فرشاد پیوس      | هوادار        | امیدرضا روانخواه |

### ظرفیت تماشاگر ورزشگاه تیم‌ها
| تیم               | شهر      | ظرفیت  | ورزشگاه             |
| ----------------- | -------- | ------ | ------------------- |
| سایپا تهران       | تهران    | ۸٬۲۵۰  | دستگردی تهران       |
| آریو اسلامشهر     | اسلامشهر | ۷٬۰۰۰  | امام خمینی اسلامشهر |
| بعثت کرمانشاه     | کرمانشاه | ۱٬۰۰۰  | آزادی کرمانشاه      |
| نیرو زمینی        | تهران    | ۲٬۵۰۰  | غدیر                |
| صنعت مس سونگون    | ورزقان   | ۱۲٬۰۰۰ | قاسم سلیمانی        |
| صنعت مس کرمان     | کرمان    | ۳۰٬۰۰۰ | شهدای مس کرمان      |
| صنعت مس شهربابک   | شهربابک  | ۵٬۰۰۰  | شهدای شهربابک       |
| هوادار            | تهران    | ۸٬۰۰۰  | دستگردی             |
| پارس جنوبی جم     | بوشهر    | ۱۵٬۰۰۰ | تختی جم             |
| نفت و گاز گچساران | گچساران  | ۷٬۰۰۰  | شهدای نفت گچساران   |
| صنعت نفت          | آبادان   | ۸٬۰۰۰  | تختی                |
| نساجی             | قائم شهر | ۱۵٬۰۰۰ | وطنی                |
| پالایش نفت        | بندرعباس | ۱۰٬۰۰۰ | خلیج فارس           |
| داماش گیلان       | رشت      | ۱۵٬۰۰۰ | عضدی رشت            |
| شناورسازی قشم     | قشم      | ۵٬۰۰۰  | ورزشگاه پی پشت قشم  |
| شهرداری نوشهر     | نوشهر    | ۴٬۰۰۰  | شهدای نوشهر         |
| فرد البرز         | کرج      | ۱۵٬۰۰۰ | انقلاب              |
| نود ارومیه        | ارومیه   | ۱۵٬۰۰۰ | شهید باکری          |

## قهرمانان لیگ
| فصل                                             | قهرمان              | نایب قهرمان        |
| ----------------------------------------------- | ------------------- | ------------------ |
| جام آزادگان (سطح اول فوتبال ایران: ۱۳۸۰–۱۳۷۰)   |                     |                    |
| ۱۳۷۰                                            | پاس تهران           | استقلال تهران      |
| ۱۳۷۱                                            | پاس تهران           | پرسپولیس تهران     |
| ۱۳۷۲                                            | سایپا تهران         | پرسپولیس تهران     |
| ۱۳۷۳                                            | سایپا تهران         | استقلال تهران      |
| ۱۳۷۴                                            | پرسپولیس تهران      | بهمن کرج           |
| ۱۳۷۵                                            | پرسپولیس تهران      | بهمن کرج           |
| ۱۳۷۶                                            | استقلال تهران       | پاس تهران          |
| ۷۸–۱۳۷۷                                         | پرسپولیس تهران      | استقلال تهران      |
| ۷۹–۱۳۷۸                                         | پرسپولیس تهران      | استقلال تهران      |
| ۸۰–۱۳۷۹                                         | استقلال تهران       | پرسپولیس تهران     |
| لیگ آزادگان (سطح دوم فوتبال ایران: تاکنون–۱۳۸۰) |                     |                    |
| ۸۱–۱۳۸۰                                         | استقلال اهواز       | صنعت نفت آبادان    |
| ۸۲–۱۳۸۱                                         | شموشک نوشهر         | پگاه گیلان         |
| ۸۳–۱۳۸۲                                         | صبا باتری تهران     | ملوان بندرانزلی    |
| ۸۴–۱۳۸۳                                         | شهید قندی یزد       | راه‌آهن تهران       |
| ۸۵–۱۳۸۴                                         | مس کرمان            | پیکان تهران        |
| ۸۶–۱۳۸۵                                         | شیرین فراز کرمانشاه | پگاه گیلان         |
| ۸۷–۱۳۸۶                                         | پیام خراسان         | سپاهان نوین اصفهان |
| ۸۸–۱۳۸۷                                         | استیل‌آذین تهران     | تراکتورسازی تبریز  |
| ۸۹–۱۳۸۸                                         | شهرداری تبریز       | نفت تهران          |
| ۹۰–۱۳۸۹                                         | داماش گیلان         | مس سرچشمه          |
| ۹۱–۱۳۹۰                                         | پیکان تهران         | آلومینیوم هرمزگان  |
| ۹۲–۱۳۹۱                                         | استقلال خوزستان     | گسترش‌فولاد تبریز   |
| ۹۳–۱۳۹۲                                         | پدیده خراسان        | نفت مسجدسلیمان     |
| ۹۴–۱۳۹۳                                         | فولاد نوین خوزستان  | سیاه جامگان مشهد   |
| ۹۵–۱۳۹۴                                         | پیکان تهران         | ماشین‌سازی تبریز    |
| ۹۶–۱۳۹۵                                         | پارس جنوبی جم       | سپیدرود رشت        |
| ۹۷–۱۳۹۶                                         | نفت مسجدسلیمان      | نساجی مازندران     |
| ۹۸–۱۳۹۷                                         | گل‌گهر سیرجان        | شاهین بوشهر        |
| ۹۹–۱۳۹۸                                         | مس رفسنجان          | آلومینیوم اراک     |
| ۰۰–۱۳۹۹                                         | فجر سپاسی شیراز     | هوادار تهران       |
| ۰۱–۱۴۰۰                                         | ملوان بندر انزلی    | مس کرمان           |
| ۰۲–۱۴۰۱                                         | شمس آذر قزوین       | استقلال خوزستان    |
| ۰۳–۱۴۰۲                                         | خیبر خرم‌آباد        | چادرملو اردکان     |
| ۰۴–۱۴۰۳                                         | فجر سپاسی شیراز     | پیکان تهران        |

## جدول رده‌بندی لیگ آزادگان در تمامی دوره‌ها
از فصل ۸۱–۱۳۸۰ تاکنون ۲۵ فصل از لیگ آزادگان برگزار شده است و جدول زیر رده‌بندی تیم‌ها در ۲۵ فصل گذشته از این رقابت‌ها را نشان می‌دهد.
| ردیف | باشگاه             | فصل | بازی | برد | مساوی | باخت | زده | خورده | تفاضل | امتیاز | بهترین عنوان |
| ---- | ------------------ | --- | ---- | --- | ----- | ---- | --- | ----- | ----- | ------ | ------------ |
| ۱    | مس کرمان           | ۱۵  | ۴۵۲  | ۱۷۸ | ۱۵۹   | ۱۱۵  | ۴۷۶ | ۳۵۰   | +۱۲۶  | ۶۹۳    | قهرمان       |
| ۲    | فجر شیراز          | ۱۱  | ۳۵۲  | ۱۵۲ | ۱۰۷   | ۹۳   | ۳۹۶ | ۲۶۲   | +۱۳۴  | ۵۶۳    | قهرمان       |
| ۳    | نساجی مازندران     | ۱۵  | ۴۰۳  | ۱۴۷ | ۱۱۹   | ۱۳۷  | ۴۴۶ | ۴۳۴   | ۱۲    | ۵۵۷    | قهرمان       |
| ۴    | مس رفسنجان         | ۱۳  | ۳۶۵  | ۱۳۱ | ۱۲۹   | ۱۰۵  | ۴۲۰ | ۳۴۲   | +۷۸   | ۵۲۲    | قهرمان       |
| ۵    | آلومینیوم اراک     | ۱۶  | ۴۳۶  | ۱۴۳ | ۱۴۸   | ۱۴۵  | ۴۵۵ | ۴۶۵   | -۱۰   | ۵۱۸    | دوم          |
| ۶    | گل‌گهر سیرجان       | ۱۲  | ۳۳۳  | ۱۲۰ | ۱۲۱   | ۹۲   | ۳۹۹ | ۳۳۷   | ۶۲    | ۴۸۱    | قهرمان       |
| ۷    | صنعت نفت آبادان    | ۱۰  | ۲۶۳  | ۱۱۶ | ۸۳    | ۶۴   | ۳۲۲ | ۲۲۱   | +۱۰۱  | ۴۳۱    | دوم          |
| ۸    | ماشین‌سازی          | ۱۴  | ۳۸۱  | ۱۰۰ | ۱۲۶   | ۱۵۲  | ۳۷۹ | ۵۰۳   | -۱۲۴  | ۴۲۶    | دوم          |
| ۹    | داماش گیلان        | ۱۰  | ۲۸۷  | ۱۰۷ | ۸۵    | ۸۶   | ۳۰۱ | ۲۶۹   | +۳۲   | ۴۱۱    | قهرمان       |
| ۱۰   | نفت مسجد سلیمان    | ۹   | ۲۷۶  | ۹۸  | ۱۰۶   | ۷۱   | ۳۲۴ | ۲۷۳   | +۵۲   | ۳۹۷    | قهرمان       |
| ۱۱   | نیرو زمینی         | ۱۳  | ۳۲۸  | ۹۳  | ۱۰۷   | ۱۲۸  | ۲۹۴ | ۳۵۱   | -۵۷   | ۳۸۶    | سوم          |
| ۱۲   | ایران جوان بوشهر   | ۱۱  | ۳۰۰  | ۸۹  | ۱۰۳   | ۱۰۸  | ۳۱۷ | ۳۴۷   | -۳۰   | ۳۷۰    | دوم          |
| ۱۳   | خیبر خرم‌آباد       | ۷   | ۲۲۸  | ۸۷  | ۶۹    | ۷۱   | ۲۷۱ | ۲۳۴   | ۳۷    | ۳۳۰    | قهرمان       |
| ۱۴   | ملوان              | ۷   | ۲۳۰  | ۹۳  | ۸۲    | ۵۵   | ۲۵۸ | ۱۸۷   | +۷۱   | ۳۲۵    | قهرمان       |
| ۱۵   | پیام               | ۹   | ۲۱۸  | ۸۲  | ۷۳    | ۶۳   | ۲۶۶ | ۲۳۶   | +۳۰   | ۳۱۷    | قهرمان       |
| ۱۶   | شهید قندی          | ۹   | ۲۲۰  | ۸۱  | ۸۲    | ۶۷   | ۲۵۱ | ۲۱۷   | +۳۴   | ۳۱۵    | قهرمان       |
| ۱۷   | شاهین بوشهر        | ۹   | ۲۳۸  | ۷۷  | ۷۵    | ۸۶   | ۲۲۲ | ۲۵۲   | -۳۰   | ۳۰۶    | دوم          |
| ۱۸   | پارس جنوبی جم      | ۶   | ۲۰۱  | ۷۷  | ۶۷    | ۵۷   | ۱۹۹ | ۱۸۶   | +۱۴   | ۲۹۸    | قهرمان       |
| ۱۹   | شهرداری تبریز      | ۸   | ۲۰۷  | ۷۷  | ۶۶    | ۶۴   | ۲۳۳ | ۲۱۰   | +۲۳   | ۲۹۷    | قهرمان       |
| ۲۰   | تراکتور            | ۷   | ۱۷۲  | ۷۸  | ۵۶    | ۳۸   | ۲۱۰ | ۱۴۸   | ۶۲+   | ۲۹۰    | قهرمان       |
| ۲۱   | استقلال خوزستان    | ۶   | ۱۸۵  | ۷۱  | ۶۲    | ۵۲   | ۱۹۹ | ۱۴۱   | +۵۸   | ۲۷۵    | قهرمان       |
| ۲۲   | راهیان کرمانشاه    | ۸   | ۱۹۷  | ۶۶  | ۷۶    | ۵۴   | ۱۹۱ | ۱۷۲   | +۱۹   | ۲۷۴    | قهرمان       |
| ۲۳   | بادران             | ۵   | ۱۶۶  | ۷۴  | ۵۱    | ۴۱   | ۲۱۴ | ۱۵۱   | +۶۳   | ۲۷۳    | پنجم         |
| ۲۴   | شهرداری بندرعباس   | ۱۰  | ۲۱۷  | ۷۱  | ۷۰    | ۷۶   | ۲۲۹ | ۲۱۶   | +۱۳   | ۲۷۰    | دوم          |
| ۲۵   | آلومینیوم هرمزگان  | ۷   | ۱۸۸  | ۶۷  | ۶۷    | ۵۴   | ۲۰۰ | ۱۷۷   | +۲۳   | ۲۶۸    | دوم          |
| ۲۶   | هما                | ۸   | ۱۹۴  | ۶۷  | ۶۴    | ۶۳   | ۱۹۵ | ۱۹۵   | ۰     | ۲۶۵    | پنجم         |
| ۲۷   | پیکان              | ۵   | ۱۴۴  | ۷۱  | ۴۸    | ۲۵   | ۲۰۰ | ۱۱۱   | +۶۹   | ۲۶۱    | قهرمان       |
| ۲۸   | شهرداری زنجان      | ۸   | ۱۹۲  | ۵۹  | ۶۲    | ۷۱   | ۱۹۷ | ۲۱۵   | ۱۸-   | ۲۳۹    | پنجم         |
| ۲۹   | اتکا گلستان        | ۸   | ۱۸۵  | ۶۰  | ۵۷    | ۶۸   | ۱۹۶ | ۲۰۴   | -۸    | ۲۳۷    | پنجم         |
| ۳۰   | فولاد یزد          | ۷   | ۱۹۵  | ۵۱  | ۶۸    | ۷۶   | ۱۶۳ | ۲۰۶   | -۴۳   | ۲۲۱    | پنجم         |
| ۳۱   | گل ریحان البرز     | ۵   | ۱۶۶  | ۵۵  | ۵۲    | ۵۹   | ۱۷۳ | ۱۷۶   | -۳    | ۲۱۷    | هشتم         |
| ۳۲   | خوشه طلایی         | ۵   | ۱۶۸  | ۵۵  | ۵۲    | ۶۱   | ۱۶۷ | ۱۲۴   | -۴    | ۲۱۷    | چهارم        |
| ۳۳   | خونه به خونه       | ۴   | ۱۳۵  | ۵۲  | ۵۰    | ۳۳   | ۱۴۴ | ۱۱۴   | +۳۰   | ۲۰۶    | سوم          |
| ۳۴   | سایپا              | ۴   | ۱۳۴  | ۵۳  | ۴۶    | ۳۵   | ۱۳۲ | ۱۰۸   | ۲۴    | ۲۰۵    | سوم          |
| ۳۵   | پاس همدان          | ۵   | ۱۳۵  | ۵۲  | ۳۶    | ۴۷   | ۱۲۹ | ۱۲۴   | +۵    | ۱۹۲    | سوم          |
| ۳۶   | شموشک نوشهر        | ۶   | ۱۴۶  | ۴۷  | ۵۱    | ۴۸   | ۱۳۴ | ۱۳۶   | -۲    | ۱۹۲    | قهرمان       |
| ۳۷   | آرمان گهر          | ۴   | ۱۳۴  | ۴۹  | ۳۹    | ۴۶   | ۱۵۷ | ۱۵۷   | ۰     | ۱۸۶    | سوم          |
| ۳۸   | مس شهر بابک        | ۴   | ۱۳۴  | ۴۳  | ۵۵    | ۳۶   | ۱۲۰ | ۹۵    | +۲۵   | ۱۸۴    | ششم          |
| ۳۹   | عقاب               | ۵   | ۱۲۴  | ۴۶  | ۳۹    | ۳۹   | ۱۵۱ | ۱۱۸   | +۳۳   | ۱۷۷    | چهارم        |
| ۴۰   | گهر درود           | ۶   | ۱۵۰  | ۴۳  | ۴۷    | ۶۰   | ۱۳۳ | ۱۶۹   | -۳۶   | ۱۷۶    | سوم          |
| ۴۱   | برق تهران          | ۵   | ۱۲۴  | ۴۵  | ۳۸    | ۴۱   | ۱۳۴ | ۱۲۰   | +۱۴   | ۱۷۳    | چهارم        |
| ۴۲   | راه‌آهن             | ۶   | ۱۷۰  | ۴۶  | ۴۵    | ۷۹   | ۱۵۲ | ۲۳۰   | -۷۸   | ۱۷۳    | دوم          |
| ۴۳   | پارسه              | ۵   | ۱۳۵  | ۴۱  | ۶۱    | ۴۳   | ۱۴۷ | ۱۴۹   | -۲    | ۱۷۲    | سوم          |
| ۴۴   | گسترش فولاد        | ۴   | ۱۰۴  | ۴۴  | ۳۲    | ۲۸   | ۱۳۱ | ۱۱۱   | ۲۰+   | ۱۶۴    | دوم          |
| ۴۵   | استقلال ملاثانی    | ۴   | ۱۳۴  | ۳۶  | ۶۰    | ۳۸   | ۱۲۳ | ۱۴۵   | -۲۲   | ۱۶۳    | هشتم         |
| ۴۶   | استقلال اهواز      | ۶   | ۱۵۱  | ۳۹  | ۴۴    | ۶۸   | ۱۴۰ | ۲۰۲   | -۶۲   | ۱۶۱    | قهرمان       |
| ۴۷   | هوادار             | ۳   | ۹۸   | ۴۲  | ۳۲    | ۲۴   | ۱۳۵ | ۹۸    | +۳۷   | ۱۵۸    | دوم          |
| ۴۸   | قشقایی شیراز       | ۴   | ۱۳۲  | ۴۰  | ۳۸    | ۵۴   | ۱۱۶ | ۱۴۰   | -۲۴   | ۱۵۸    | هشتم         |
| ۴۹   | مقاومت مرصاد شیراز | ۵   | ۱۱۴  | ۴۰  | ۳۵    | ۳۹   | ۱۲۷ | ۱۲۰   | +۷    | ۱۵۵    | چهارم        |
| ۵۰   | شهرداری آستارا     | ۵   | ۱۶۷  | ۳۶  | ۴۴    | ۸۷   | ۱۲۲ | ۲۲۶   | -۱۰۴  | ۱۵۲    | یازدهم       |
| ۵۱   | نفت و گاز گچساران  | ۴   | ۱۱۴  | ۳۵  | ۴۰    | ۳۹   | ۱۱۳ | ۱۱۰   | ۳     | ۱۴۵    | هفتم         |
| ۵۲   | شهرداری یاسوج      | ۴   | ۱۰۲  | ۳۹  | ۲۷    | ۳۶   | ۱۰۴ | ۹۶    | +۸    | ۱۴۴    | سوم          |
| ۵۳   | ابومسلم            | ۴   | ۱۰۲  | ۳۳  | ۳۷    | ۳۲   | ۱۱۵ | ۱۱۲   | +۳    | ۱۳۶    | پنجم         |
| ۵۴   | دلوار افزار        | ۴   | ۸۶   | ۳۵  | ۲۹    | ۲۲   | ۱۰۷ | ۷۹    | +۲۸   | ۱۳۴    | سوم          |
| ۵۵   | کاوه تهران         | ۴   | ۱۰۰  | ۳۱  | ۲۹    | ۴۰   | ۱۰۶ | ۱۱۵   | -۸    | ۱۲۲    | هشتم         |
| ۵۶   | استیل آذین         | ۳   | ۷۴   | ۳۸  | ۱۹    | ۱۷   | ۱۱۹ | ۸۱    | +۳۸   | ۱۲۱    | دوم          |
| ۵۷   | سپاهان نوین        | ۳   | ۷۴   | ۳۳  | ۲۰    | ۲۱   | ۱۰۵ | ۸۰    | +۲۵   | ۱۱۹    | دوم          |
| ۵۸   | صبای قم            | ۳   | ۹۳   | ۳۰  | ۲۹    | ۳۴   | ۱۱۰ | ۱۳۶   | -۲۶   | ۱۱۹    | قهرمان       |
| ۵۹   | چادرملو            | ۲   | ۶۶   | ۳۳  | ۱۹    | ۱۴   | ۷۹  | ۵۱    | ۲۸    | ۱۱۸    | دوم          |
| ۶۰   | رایکا بابل         | ۳   | ۱۰۲  | ۲۷  | ۳۷    | ۳۸   | ۹۶  | ۱۰۷   | -۱۱   | ۱۱۸    | دوازدهم      |
| ۶۱   | برق شیراز          | ۴   | ۱۰۴  | ۲۹  | ۳۰    | ۴۵   | ۹۱  | ۱۲۹   | -۳۸   | ۱۱۷    | سوم          |
| ۶۲   | پیام مخابرات شیراز | ۴   | ۱۰۴  | ۲۷  | ۳۳    | ۴۴   | ۹۱  | ۱۱۰   | -۱۹   | ۱۱۴    | هشتم         |
| ۶۳   | شمس آذر            | ۲   | ۶۶   | ۳۲  | ۱۸    | ۱۶   | ۱۰۴ | ۵۹    | +۴۵   | ۱۱۴    | قهرمان       |
| ۶۴   | سپید رود           | ۳   | ۹۴   | ۲۹  | ۲۴    | ۴۱   | ۸۱  | ۱۱۰   | -۲۹   | ۱۱۱    | دوم          |
| ۶۵   | نود ارومیه         | ۳   | ۹۷   | ۲۶  | ۳۲    | ۳۹   | ۶۱  | ۹۳    | -۳۲   | ۱۱۰    | هفتم         |
| ۶۶   | آریو اسلامشهر      | ۲   | ۶۸   | ۲۵  | ۲۹    | ۱۴   | ۶۱  | ۴۶    | ۱۵    | ۱۰۴    | پنجم         |
| ۶۷   | گیتی پسند          | ۳   | ۸۴   | ۲۴  | ۳۱    | ۲۹   | ۸۱  | ۹۱    | -۱۰   | ۱۰۳    | پنجم         |
| ۶۸   | کوثر لرستان        | ۴   | ۹۴   | ۲۲  | ۳۰    | ۴۲   | ۸۶  | ۱۲۰   | -۳۴   | ۹۶     | هشتم         |
| ۶۹   | پرسپولیس شمال      | ۳   | ۷۶   | ۲۳  | ۲۰    | ۳۳   | ۷۴  | ۹۶    | -۲۲   | ۸۶     | هشتم         |
| ۷۰   | سیاه‌جامگان         | ۲   | ۴۵   | ۲۳  | ۱۵    | ۷    | ۵۲  | ۳۲    | +۲۰   | ۸۴     | دوم          |
| ۷۱   | دیهیم اهواز        | ۴   | ۹۰   | ۱۸  | ۲۲    | ۵۰   | ۸۴  | ۱۵۷   | -۷۳   | ۷۶     | نهم          |
| ۷۲   | پتروشیمی تبریز     | ۲   | ۵۲   | ۲۰  | ۱۵    | ۱۷   | ۶۶  | ۶۳    | ۳+    | ۷۵     | سوم          |
| ۷۳   | چوکا تالش          | ۳   | ۸۶   | ۱۵  | ۲۷    | ۴۴   | ۷۵  | ۱۳۶   | -۶۱   | ۷۲     | دهم          |
| ۷۴   | فولاد نوین خوزستان | ۲   | ۴۸   | ۲۰  | ۱۱    | ۱۷   | ۶۲  | ۵۵    | +۷    | ۷۱     | قهرمان       |
| ۷۵   | کشت و صنعت شوشتر   | ۳   | ۶۶   | ۱۶  | ۲۳    | ۲۷   | ۶۵  | ۸۹    | -۲۴   | ۷۱     | ششم          |
| ۷۶   | شهرداری همدان      | ۲   | ۶۶   | ۱۵  | ۲۶    | ۲۵   | ۴۳  | ۵۴    | -۱۱   | ۷۱     | دهم          |
| ۷۷   | شهرداری اردبیل     | ۲   | ۶۰   | ۱۷  | ۱۹    | ۲۴   | ۶۷  | ۷۲    | ۵-    | ۷۰     | ششم          |
| ۷۸   | دریای کاسپین       | ۲   | ۶۶   | ۱۴  | ۲۷    | ۲۵   | ۵۶  | ۶۶    | ۱۰-   | ۶۹     | دهم          |
| ۷۹   | شهرداری ماهشهر     | ۲   | ۶۴   | ۱۶  | ۱۸    | ۳۰   | ۶۱  | ۷۷    | -۱۶   | ۶۶     | یازدهم       |
| ۸۰   | اکباتان تهران      | ۳   | ۶۶   | ۱۳  | ۲۱    | ۳۲   | ۵۲  | ۹۲    | -۴۰   | ۶۶     | نهم          |
| ۸۱   | الوند همدان        | ۲   | ۵۰   | ۱۷  | ۱۴    | ۱۹   | ۵۶  | ۵۷    | -۱    | ۶۵     | چهارم        |
| ۸۲   | مهرکام پارس        | ۲   | ۵۲   | ۱۶  | ۱۵    | ۲۱   | ۵۳  | ۶۲    | -۹    | ۶۳     | نهم          |
| ۸۳   | یزد لوله           | ۲   | ۵۰   | ۱۵  | ۱۷    | ۱۸   | ۵۸  | ۵۳    | +۵    | ۶۲     | هفتم         |
| ۸۴   | صنعت ساری          | ۲   | ۵۲   | ۱۵  | ۱۶    | ۲۱   | ۳۸  | ۵۸    | -۲۰   | ۶۱     | هفتم         |
| ۸۵   | شهرراز             | ۲   | ۶۸   | ۱۵  | ۲۵    | ۲۹   | ۵۲  | ۶۸    | -۱۶   | ۶۸     | سیزدهم       |
| ۸۶   | فجر سپاه           | ۲   | ۵۰   | ۱۲  | ۱۹    | ۱۹   | ۴۴  | ۵۶    | -۱۲   | ۵۵     | پنجم         |
| ۸۷   | نفت تهران          | ۱   | ۲۶   | ۱۳  | ۱۰    | ۳    | ۳۳  | ۱۶    | +۱۷   | ۴۹     | قهرمان       |
| ۸۸   | پدیده              | ۱   | ۲۴   | ۱۲  | ۱۰    | ۲    | ۳۲  | ۱۵    | +۱۷   | ۴۶     | قهرمان       |
| ۸۹   | شهرداری نوشهر      | ۱   | ۳۴   | ۱۲  | ۱۰    | ۱۲   | ۳۷  | ۳۲    | ۵     | ۴۶     | دهم          |
| ۹۰   | ون پارس            | ۱   | ۳۲   | ۱۲  | ۹     | ۱۱   | ۳۲  | ۲۹    | ۳     | ۴۵     | هفتم         |
| ۹۱   | شاهین اهواز        | ۱   | ۲۲   | ۱۳  | ۵     | ۴    | ۳۳  | ۱۵    | +۱۸   | ۴۴     | سوم          |
| ۹۲   | فولاد خوزستان      | ۱   | ۲۲   | ۱۳  | ۵     | ۴    | ۳۳  | ۱۵    | +۱۸   | ۴۴     | قهرمان       |
| ۹۳   | مس سونگون          | ۱   | ۳۴   | ۱۱  | ۱۰    | ۱۳   | ۲۷  | ۳۴    | -۷    | ۴۳     | دهم          |
| ۹۴   | بعثت کرمانشاه      | ۱   | ۳۴   | ۹   | ۱۵    | ۱۰   | ۲۶  | ۲۵    | ۱     | ۴۲     | دهم          |
| ۹۵   | برق جدید فارس      | ۱   | ۳۴   | ۱۰  | ۱۱    | ۱۳   | ۳۰  | ۳۴    | -۴    | ۴۱     | دوازدهم      |
| ۹۶   | پاسارگاد تهران     | ۱   | ۲۲   | ۱۱  | ۶     | ۵    | ۴۱  | ۲۶    | +۱۵   | ۳۹     | سوم          |
| ۹۷   | ویستا دوربین       | ۱   | ۳۴   | ۸   | ۱۳    | ۱۳   | ۲۶  | ۳۳    | -۷    | ۳۷     | شانزدهم      |
| ۹۸   | تربیت خراسان       | ۱   | ۳۰   | ۷   | ۱۰    | ۱۳   | ۲۶  | ۳۸    | -۱۲   | ۳۱     | دوازدهم      |
| ۹۹   | خلیج فارس ماهشهر   | ۱   | ۳۲   | ۷   | ۸     | ۱۷   | ۲۱  | ۴۲    | -۲۱   | ۲۹     | پانزدهم      |
| ۱۰۰  | فولاد نطنز         | ۱   | ۲۶   | ۶   | ۱۰    | ۱۰   | ۳۰  | ۳۶    | -۶    | ۲۸     | چهاردهم      |
| ۱۰۱  | کارون اروند خرمشهر | ۱   | ۳۰   | ۶   | ۱۰    | ۱۴   | ۱۷  | ۳۶    | -۱۹   | ۲۸     | پانزدهم      |
| ۱۰۲  | پگاه شوش           | ۱   | ۲۲   | ۵   | ۱۲    | ۵    | ۲۴  | ۲۱    | +۳    | ۲۷     | هفتم         |
| ۱۰۳  | استقلال دزفول      | ۱   | ۲۲   | ۶   | ۷     | ۹    | ۱۹  | ۲۱    | -۲    | ۲۷     | ششم          |
| ۱۰۴  | شاهین بندر عامری   | ۱   | ۳۴   | ۶   | ۹     | ۱۹   | ۲۱  | ۵۱    | -۳۰   | ۲۷     | هفدهم        |
| ۱۰۵  | ملی حفاری اهواز    | ۱   | ۲۶   | ۶   | ۸     | ۱۲   | ۴۰  | ۴۲    | -۲    | ۲۶     | دوازدهم      |
| ۱۰۶  | پارت سازان مشهد    | ۱   | ۲۰   | ۶   | ۵     | ۶    | ۱۷  | ۲۶    | -۹    | ۲۶     | هشتم         |
| ۱۰۷  | صنام               | ۱   | ۲۰   | ۶   | ۷     | ۷    | ۲۳  | ۲۴    | -۱    | ۲۵     | پنجم         |
| ۱۰۸  | استقلال کیش        | ۱   | ۲۲   | ۷   | ۴     | ۱۱   | ۲۵  | ۳۲    | -۷    | ۲۵     | هشتم         |
| ۱۰۹  | البدر بندر کنگ     | ۱   | ۲۴   | ۹   | ۴     | ۱۱   | ۲۱  | ۳۰    | -۹    | ۲۵     | یازدهم       |
| ۱۱۰  | نیرو محرکه قزوین   | ۱   | ۳۰   | ۵   | ۱۰    | ۱۵   | ۲۱  | ۴۳    | -۲۲   | ۲۵     | پانزدهم      |
| ۱۱۱  | شهرداری کرمان      | ۲   | ۴۲   | ۶   | ۷     | ۲۹   | ۲۸  | ۹۲    | -۶۴   | ۲۵     | یازدهم       |
| ۱۱۲  | آرارات تهران       | ۱   | ۲۰   | ۵   | ۷     | ۸    | ۱۲  | ۱۸    | -۶    | ۲۲     | نهم          |
| ۱۱۳  | شهرداری بوشهر      | ۱   | ۲۰   | ۵   | ۵     | ۱۰   | ۲۰  | ۲۵    | -۵    | ۲۰     | دهم          |
| ۱۱۴  | نوژن ساری          | ۱   | ۲۲   | ۴   | ۸     | ۱۰   | ۱۲  | ۲۲    | -۱۰   | ۲۰     | یازدهم       |
| ۱۱۵  | یادآوران شلمچه     | ۱   | ۲۶   | ۳   | ۷     | ۱۶   | ۱۲  | ۳۵    | -۲۳   | ۱۶     | چهاردهم      |
| ۱۱۶  | ایرسوتر نوشهر      | ۱   | ۲۰   | ۴   | ۳     | ۱۳   | ۱۷  | ۴۲    | -۲۵   | ۱۵     | یازدهم       |
| ۱۱۷  | شهردار لنگرود      | ۱   | ۲۲   | ۲   | ۶     | ۱۴   | ۱۷  | ۳۹    | -۲۲   | ۱۲     | دوازدهم      |
| ۱۱۸  | علم وادب تبریز     | ۱   | ۳۴   | ۲   | ۴     | ۲۸   | ۱۴  | ۸۵    | -۷۱   | ۱۰     | هجدهم        |

۱ از تیم نساجی مازندران ۳ امتیاز در لیگ آزادگان ۹۲–۱۳۹۱ توسط فدراسیون فوتبال ایران کسر شده است.

۲ از تیم پیام مشهد ۳ امتیاز در لیگ آزادگان ۹۰–۱۳۸۹ توسط فدراسیون فوتبال ایران کسر شده است.

۳ از تیم استیل آذین ۳ امتیاز در لیگ آزادگان ۹۱–۱۳۹۰ توسط فیفا کسر شده است.

۴ از تیم بدر هرمزگان ۳ امتیاز در لیگ آزادگان ۹۳–۱۳۹۲ توسط فدراسیون فوتبال ایران کسر شده است.

۵ از تیم ملوان بندرانزلی ۶ امتیاز در لیگ آزادگان ۹۸–۱۳۹۷ توسط فیفا کسر شده است.
۶ از تیم نفت مسجدسلیمان ۳ امتیاز در لیگ آزادگان ۰۳–۱۴۰۲ توسط کمیته انضباطیفدراسیون فوتبال ایران کسر شده است.
۷ از تیم  استقلال ملاثانی ۵ امتیاز در لیگ آزادگان ۰۳–۱۴۰۲ توسط کمیته انضباطیفدراسیون فوتبال ایران کسر شده است.
۸ از تیم شهر راز شیراز ۱ امتیاز در لیگ آزادگان ۰۴–۱۴۰۳ توسط کمیته انضباطیفدراسیون فوتبال ایران کسر شده است.

### بهترین گلزنان
| فصل       | بازیکن          | باشگاه            | گل |
| --------- | --------------- | ----------------- | -- |
| ۸۵–۱۳۸۴   | حسین عبدی       | آلومینیوم اراک    | ۱۴ |
| ۸۶–۱۳۸۵   | فرهاد خیرخواه   | سرخپوشان دلوار    | ۱۱ |
| ۸۷–۱۳۸۶   | محمد پروین      | استیل‌آذین         | ۱۵ |
| ۸۸–۱۳۸۷   | عباس پورخسروانی | گل‌گهر سیرجان      | ۱۷ |
| ۸۹–۱۳۸۸   | علی کریمی       | شهرداری تبریز     | ۱۷ |
| ۹۰–۱۳۸۹   | افشین چاووشی    | داماش گیلان       | ۱۳ |
| ۹۰–۱۳۸۹   | مصطفی شجاعی     | فولاد نطنز        | ۱۳ |
| ۹۰–۱۳۸۹   | مسلم فیروزآبادی | گل‌گهر سیرجان      | ۱۳ |
| ۹۱–۱۳۹۰   | بهمن طهماسبی    | آلومینیوم هرمزگان | ۱۳ |
| ۹۲–۱۳۹۱   | محمد عباس‌زاده   | نساجی مازندران    | ۱۷ |
| ۹۳–۱۳۹۲   | مختار جمعه‌زاده  | گل‌گهر سیرجان      | ۱۵ |
| ۹۴–۱۳۹۳   | عیسی آل‌کثیر     | آلومینیوم هرمزگان | ۱۱ |
| ۹۵–۱۳۹۴   | حمید کاظمی      | نساجی مازندران    | ۱۶ |
| ۹۶–۱۳۹۵   | محمد عباس‌زاده   | نساجی مازندران    | ۲۴ |
| ۹۷–۱۳۹۶   | فرشید پاداش     | شهرداری ماهشهر    | ۱۷ |
| ۹۷–۱۳۹۶   | شاهین مجیدی     | فجر سپاسی         | ۱۷ |
| ۹۸–۱۳۹۷   | پیمان رنجبری    | گل‌گهر سیرجان      | ۱۵ |
| ۹۹–۱۳۹۸   | حمید کاظمی      | هوادار            | ۱۶ |
| ۱۴۰۰–۱۳۹۹ | عارف رستمی      | خیبر خرم‌آباد      | ۱۷ |
| ۰۱–۱۴۰۰   | علی وزیری‌پناه   | مس کرمان          | ۱۷ |
| ۰۲–۱۴۰۱   | رحمان جعفری     | شمس‌آذر قزوین      | ۲۲ |
| ۰۳–۱۴۰۲   | رضا رضایی       | نفت مسجد سلیمان   | ۲۰ |
| ۰۴–۱۴۰۳   | رضا رضایی       | پیکان             | ۱۵ |